# Italo house
L'italo house és un gènere de música electrònica que fusiona la música house amb l'italo disco i que es basa en melodies alegres, ballables (amb un ritme per sobre dels 100 BPM) i amb un alt ús dels teclats com a instrument. Va sorgir a finals dels anys 80 a Itàlia i es va popularitzar per les discoteques occidentals en la dècada següent. Alguns dels seus conreadors més coneguts són Gigi D'Agostino, Black Box o Gianfranco Bortolotti, entre d'altres. Molts d'ells van alternar els temes italo house amb els d'italo dance, molt proper a aquest estilísticament.